# Brachygastra borellii
Brachygastra borellii är en getingart som först beskrevs av Edoardo Zavattari906.
Brachygastra borellii ingår i släktet Brachygastra och familjen getingar. Inga underarter finns listade i Catalogue of Life.